# Étésien

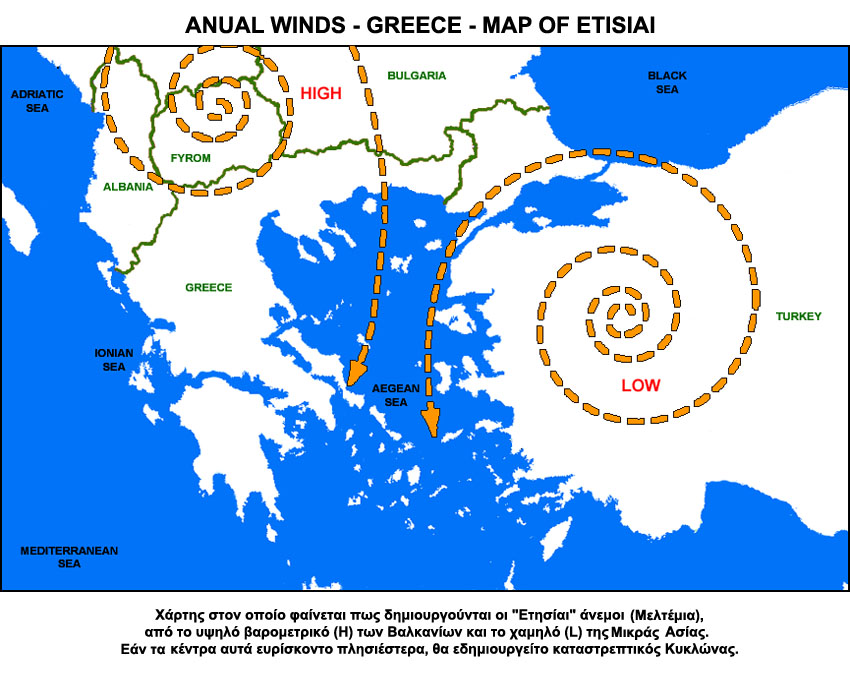
Le meltémi apparaît lorsqu'un anticyclone se forme au-dessus des Balkans et une dépression au-dessus de la Turquie.

L’étésien (meltémi (μελτέμι) en grec, meltem en turc) est un vent puissant de secteur Nord, Nord-est qui souffle périodiquement sur la Méditerranée orientale : la dénomination est durant l'antiquité généralisée à tous les vents qui soufflent pendant l'été et sont envoyés par Zeus pour rafraichir l'atmosphère. 
Le mot « étésien » vient du grec « etêsioi (anemoi) » par le latin « etesiae  : (vents) périodiques, annuels », de « etos », année. C'est un flux de nord, souvent soutenu, s'établissant de mai à octobre, par période de deux à quatre jours, voire plusieurs semaines d'affilée.  Les vents étésiens sont évoqués par Théophraste dans son ouvrage Des Vents.
Ils sont les plus forts dans l'après-midi et se calment souvent la nuit, mais il arrive que les vents de meltemi durent plusieurs jours sans interruption. Des vents similaires soufflent dans les régions de l'Adriatique et de la mer Ionienne. Les meltemi sont dangereux pour les marins car ils se lèvent par temps clair sans prévenir et peuvent souffler à 7-8 Beaufort. Certains yachts et la plupart des ferries inter-îles ne peuvent pas naviguer dans de telles conditions. Cependant, ils constituent souvent un bon vent régulier pour la navigation de plaisance.
En France, des vents violents similaires soufflent, dont le mistral en Provence et la tramontane en plaine du Roussillon sur la Méditerranée occidentale. 
Les meltemi sont des vents de terre violents, c'est-à-dire qu'ils soufflent du Nord en provenance du continent vers la mer. Ils soufflent sur l'ensemble de la mer Égée et également sur la Turquie voisine.
Comme les vents du Sud de la France, les meltemi sont frais l'été, tempèrent la chaleur estivale élevée des Balkans, mais très froids l'hiver.